# ラグビーワールドカップ2023・プールD
ラグビーワールドカップ2023・プールDは、2023年9月9日に開始され、10月8日まで行われた。イングランド、日本、アルゼンチン、サモア、チリが含まれる。

## 出場チーム
|              | チーム       | バンド | 連盟       | 予選                             | 出場決定      | 出場回数 | 前回出場 | 最高成績              | ランキング | ランキング |
| 2020年1月1日 | チーム       | バンド | 連盟       | 予選                             | 出場決定      | 出場回数 | 前回出場 | 最高成績              | 2023年9月  |            |
| ------------ | ------------ | ------ | ---------- | -------------------------------- | ------------- | -------- | -------- | --------------------- | ---------- | ---------- |
| D1           | イングランド | 1      | ヨーロッパ | 2019年大会 プールステージ3位以上 | 2019年        | 10       | 2019     | 優勝 (2003)           | 3          |            |
| D2           | 日本         | 2      | アジア     | 2019年大会 プールステージ3位以上 | 2019年        | 10       | 2019     | 準々決勝 (2019)       | 8          |            |
| D3           | アルゼンチン | 3      | 南アメリカ | 2019年大会 プールステージ3位以上 | 2019年        | 10       | 2019     | 3位 (2007)            | 10         |            |
| D4           | サモア       | 4      | オセアニア | オセアニア1位                    | 2021年7月17日 | 9        | 2019     | 準々決勝 (1991, 1995) | 15         |            |
| D5           | チリ         | 5      | 南アメリカ | アメリカ2位                      | 2022年7月16日 | 初出場   | —        | —                     | 29         |            |

備考
1. ↑  組み合わせ抽選に使用
2. 1 2  抽選時にオセアニア第1代表が決まっていなかったため、ランキングに関係なく、バンド4に入れられた[3]。
3. 1 2  抽選時にアメリカ第2代表が決まっていなかったため、ランキングに関係なく、バンド5に入れられた[3]。

## 順位表
| 順 | Team             | Pld | W | D | L | PF  | PA  | +/-  | Try +/- | BP | Pts | 出場権                                    |
| -- | ---------------- | --- | - | - | - | --- | --- | ---- | ------- | -- | --- | ----------------------------------------- |
| 1  | イングランド (Q) | 4   | 4 | 0 | 0 | 150 | 39  | 111  | 14      | 2  | 18  | 決勝トーナメント進出 2027年大会出場権獲得 |
| 2  | アルゼンチン (Q) | 4   | 3 | 0 | 1 | 127 | 69  | 58   | 10      | 2  | 14  | 決勝トーナメント進出 2027年大会出場権獲得 |
| 3  | 日本 (E)         | 4   | 2 | 0 | 2 | 109 | 104 | 5    | -2      | 1  | 9   | 2027年大会出場権獲得                      |
| 4  | サモア (E)       | 4   | 1 | 0 | 3 | 92  | 75  | 17   | 4       | 3  | 7   |                                           |
| 5  | チリ (E)         | 4   | 0 | 0 | 4 | 27  | 215 | −188 | -26     | 0  | 0   |                                           |

## 試合
試合時間は中央ヨーロッパ夏時間（UTC+2）

### イングランド vs アルゼンチン
| 9月9日 21:00 | イングランド                                                                                          | 27–10  | アルゼンチン                                                                                       | スタッド・ヴェロドローム, マルセイユ 観客数: 63,118人 レフリー: マシュー・ライナル (フランス) |
| 9月9日 21:00 | PK: フォード (6/6) 10', 46', 54', 59', 66', 75' デイリー (0/2) ドロップ: フォード (3/3) 27', 31', 37' | Report | トライ: ブルーニ 79' c コンバート: ボフェッリ 80' PK: ボフェッリ (1/2) 5' ドロップ: カレラス (0/1) | スタッド・ヴェロドローム, マルセイユ 観客数: 63,118人 レフリー: マシュー・ライナル (フランス) |

### 日本 vs チリ
| 9月10日 13:00 | (1 BP) 日本 | 42–12  | チリ                                                                        | スタジアム, トゥールーズ 観客数: 30,187人 レフリー: ニック・ベリー (オーストラリア) |
| 9月10日 13:00 | トライ: ファカタヴァ (2) 8' c, 40+1' c ナイカブラ 30' c リーチ 53' c 中村 71' c ディアンズ 79' c コンバート: 松田 (6/6) 10', 31', 40+2', 54', 73', 80+1' | Report | トライ: フェルナンデス 6' c A・エスコバル 48' m コンバート: ビデラ (1/2) 7' | スタジアム, トゥールーズ 観客数: 30,187人 レフリー: ニック・ベリー (オーストラリア) |

備考:
- ワールドカップ初対戦

### サモア vs チリ
| 2023年9月16日 15:00 | (1 BP) サモア | 43–10  | チリ                                                                         | ヌーヴォ・スタッド・ド・ボルドー, ボルドー 観客数: 39,291人 レフリー: ポール・ウィリアムズ (ニュージーランド) |
| 2023年9月16日 15:00 | トライ: パイアアウア 40+1' c タウマテイネ 42' m リー 47' m マロロ (2) 52' c, 80+1' c コンバート: リアリーファノ (2/4) 40+2', 53' ソポアンガ (1/1) 80+2' PK: リアリーファノ (4/4) 4', 10', 14', 36' | Report | トライ: ディタス 6' c コンバート: ビデラ (1/1) 7' PK: ガラフリッチ (1/1) 30' | ヌーヴォ・スタッド・ド・ボルドー, ボルドー 観客数: 39,291人 レフリー: ポール・ウィリアムズ (ニュージーランド) |

備考:
- ワールドカップ初対戦

### イングランド vs 日本
| 2023年9月17日 21:00 | (1 BP) イングランド | 34–12  | 日本                              | スタッド・ド・ニース, ニース 観客数: 30,500人 レフリー: ニカ・アマシュケリ (ジョージア) |
| 2023年9月17日 21:00 | トライ: ラドラム 24' c ローズ 56' m スチュワード 66' c マーチャント 81' c コンバート: フォード (4/4) 26', 56', 67', 81' PK: フォード (2/3) 4', 42' | Report | PK: 松田 (4/4) 15', 23', 32', 54' | スタッド・ド・ニース, ニース 観客数: 30,500人 レフリー: ニカ・アマシュケリ (ジョージア) |

### アルゼンチン vs サモア
| 2023年9月22日 17:45 | アルゼンチン | 19–10  | サモア                                                                           | スタッド・ジェフロワ＝ギシャール, サン＝テティエンヌ 観客数: 38,358人 レフリー: ニック・ベリー (オーストラリア) |
| 2023年9月22日 17:45 | トライ: ボフェッリ 9' c コンバート: ボフェッリ (1/1) 10' PK: ボフェッリ (3/4) 25', 34', 54' サンチェス (1/1) 80' | Report | トライ: マロロ 75' c コンバート: レウイラ (1/1) 75' PK: リアリーファノ (1/3) 28' | スタッド・ジェフロワ＝ギシャール, サン＝テティエンヌ 観客数: 38,358人 レフリー: ニック・ベリー (オーストラリア) |

### イングランド vs チリ
| 2023年9月23日 17:45 | (1 BP) イングランド | 71–0   | チリ | スタッド・ピエール＝モーロワ, リール 観客数: 44,315人 レフリー: ヤコ・ペイパー (南アフリカ) |
| 2023年9月23日 17:45 | トライ: アランデル (5) 20' m, 30' m, 48' c, 60' c, 69' m ダン (2) 24' c, 45' c ロッド 35' c スミス (2) 40' c, 77' c ウィリス 80' c コンバート: ファレル (8/11) 25', 36', 42', 46', 49', 62', 78', 81' | Report |      | スタッド・ピエール＝モーロワ, リール 観客数: 44,315人 レフリー: ヤコ・ペイパー (南アフリカ) |

備考:
- ワールドカップ初対戦

### 日本 vs サモア
| 2023年9月28日 21:00 | 日本 | 28–22  | サモア (1 BP) | スタジアム, トゥールーズ 観客数: 30,187人 レフリー: ヤコ・ペイパー (南アフリカ) |
| 2023年9月28日 21:00 | トライ: ラブスカフニ 13' c リーチ 32' c 姫野 48' m コンバート: 松田 (2/3) 15', 33' PK: 松田 (3/3) 28', 56', 75' | Report | トライ: S・ラム 38' m パイアウア 65' c リアリーファノ 78' c コンバート: リアリーファノ (2/3) 66', 79' PK: レウイラ (1/2) 25' | スタジアム, トゥールーズ 観客数: 30,187人 レフリー: ヤコ・ペイパー (南アフリカ) |

### アルゼンチン vs チリ
| 2023年9月30日 15:00 | (1 BP) アルゼンチン | 59–5   | チリ                       | スタッド・ドゥ・ラ・ボージョワール, ナント 観客数: 33,963人 レフリー: ポール・ウィリアムズ (ニュージーランド) |
| 2023年9月30日 15:00 | トライ: サンチェス 9' c ゴンサレス (2) 16' c, 68' c クレービー 23' c ボガド 46' c イスグロ 64' c ルイス 77' c S・カレラス 79' c コンバート: サンチェス (6/6) 10', 17', 24', 47', 65', 69' S・カレラス (2/2) 78', 80+1' PK: サンチェス (1/1) 13' | Report | トライ: ドゥサイヤン 73' m | スタッド・ドゥ・ラ・ボージョワール, ナント 観客数: 33,963人 レフリー: ポール・ウィリアムズ (ニュージーランド) |

備考:
- ワールドカップ初対戦

### イングランド vs サモア
| 2023年10月7日 17:45 | イングランド                                                                                | 18–17  | サモア (1 BP)                                                                                      | スタッド・ピエール＝モーロワ, リール 観客数: 47,891人 レフリー: アンドリュー・ブライス (アイルランド) |
| 2023年10月7日 17:45 | トライ: チェサム 9' m ケア 73' c コンバート: ファレル (1/2) 74' PK: ファレル (2/3) 18', 58' | Report | トライ: アーウォン (2) 22' c, 29' c コンバート: ソポアンガ (2/2) 24', 30' PK: ソポアンガ (1/2) 48' | スタッド・ピエール＝モーロワ, リール 観客数: 47,891人 レフリー: アンドリュー・ブライス (アイルランド) |

### 日本 vs アルゼンチン
| 2023年10月8日 13:00 | 日本 | 27–39  | アルゼンチン (1 BP) | スタッド・ドゥ・ラ・ボージョワール, ナント 観客数: 33,624人 レフリー: ベン・オキーフ (ニュージーランド) |
| 2023年10月8日 13:00 | トライ: ファカタヴァ 16' c 齋藤 38' c ナイカブラ 65' c コンバート: 松田 (3/3) 17', 39', 67' PK: 松田 (1/1) 52' ドロップ: レメキ (1/1) 56' | Report | トライ: チョコバレス 2' c M・カレーラス (3) 28' m, 46' c, 68' c ボフェッリ 58' c コンバート: ボフェッリ (3/4) 2', 47', 60' サンチェス (1/1) 70' PK: ボフェッリ (1/2) 35' サンチェス (1/1) 75' | スタッド・ドゥ・ラ・ボージョワール, ナント 観客数: 33,624人 レフリー: ベン・オキーフ (ニュージーランド) |